# Laurence Oliphant, 1. Lord Oliphant

Wappen des Laurence Oliphant, 1. Lord Oliphant

Laurence Oliphant, 1. Lord Oliphant (* um 1434; † 1499), war ein schottischer Adliger.

## Leben
Er war der älteste Sohn und Erbe des Sir John Oliphant, Herr von Aberdalgie in Perthshire, aus dessen Ehe mit Margaret Ogilvy, Tochter des Patrick Ogilvy of Auchterhouse. Er war noch minderjährig, als sein Vater am 23. Januar 1446 im Rahmen einer Fehde zwischen dem Clan Lindsay und der Familie seiner Gattin, dem Clan Ogilvy im Kampf getötet wurde. 1450 setzte König Jakob II. Sir David Hay of Yester († 1478) als seinen Vormund ein.
Von 1450 bis 1451 begleitete er William Douglas, 8. Earl of Douglas, auf einer Pilgerreise über Flandern und Frankreich nach Rom.
Bis zum 29. Juni 1461 war er zum Ritter geschlagen worden. Erstmals am 13. Januar 1464 nahm er als Lord Oliphant am schottischen Parlament teil. Dieser Titel war ihm offenbar kurz zuvor von König Jakob II. verliehen worden. In der Folgezeit nahm er regelmäßig an den Sitzungen des Parlamentes teil. 1470 und 1471 hatte er auch das Amt des Sheriff von Perthshire inne.
1484 war er einer der Botschafter, die an den Hof König Richards III. von England reisten, um einen Frieden mit England und eine Hochzeit zwischen dessen Nichte Lady Anna de la Pole, Tochter des Duke of Suffolk, und dem schottischen Prinzen James, Duke of Rothesay (dem späteren König Jakob IV.), zu verhandeln.
Nachdem König Jakob III. 1488 von Aufständischen getötet worden war, stand Lord Oliphant auf der Seite des neuen Königs Jakob IV. und beteiligte sich an der Niederschlagung des Widerstandes gegen diesen. 1491 reiste er erneut als Diplomat nach England und wurde später in jenem Jahr nach Frankreich und Spanien entsandt, um nach einer geeigneten Braut für den König zu suchen. Im Dezember 1491 war er bereits wieder in Schottland, wo er beim Abschluss eines Friedensvertrags mit König Heinrich VII. von England anwesend war, bei dem auch die spätere Hochzeit von dessen Tochter Margaret Tudor mit Jakob IV. angebahnt wurde.
Sein genaues Todesdatum ist nicht überliefert. Letztmals wird er am 1. Februar 1499 als Anwesender auf einer Sitzung des schottischen Kronrates erwähnt. Am 8. April 1500 war ihm bereits sein ältester Sohn John als 2. Lord Oliphant nachgefolgt.

## Ehe und Nachkommen
In erster Ehe heiratete er spätestens 1742 Lady Isabel Hay, Tochter des William Hay, 1. Earl of Erroll, und der Lady Beatrix Douglas. Mit ihr hatte er fünf Kinder:
- John Oliphant, 2. Lord Oliphant († 1516);
- William Oliphant of Berriedale († um 1508) ⚭ um 1489 Christian Sutherland, Erbtochter des Alexander Sutherland of Duffus;
- Laurence Oliphant (⚔ 1513 bei Flodden), Abt von Inchaffray;
- George Oliphant of Balmakcorne († vor 1528);
- Margaret Oliphant ⚭ Sir John Elphinstone of Airth.

Nach dem Tod seiner ersten Gattin heiratete er in zweiter Ehe Elizabeth Cuninghame, Tochter des Sir Humphrey Cuninghame of Glengarnock. Diese Ehe blieb kinderlos.